# SE Pető András Kar
A Pető András Kar (PAK) a Semmelweis Egyetem legújabb kara, amely korábban Pető András Főiskola néven államilag elismert főiskola volt. 2017. augusztus 1-jétől a főiskola a Semmelweis Egyetem egyik karaként működik tovább.

## Általános tájékoztatás
Pető András az 1940-es években hozta létre a központi idegrendszeri károsodás következtében mozgássérült személyek helyreállítását célzó konduktív pedagógiai rendszert, amelyet az általa vezetett intézet alkalmazott először. Követője és a rendszer továbbfejlesztője a főiskolai képzés vezetője Hári Mária volt.
A konduktív nevelési rendszer lehetőséget ad a személyiség minden oldalú kibontakoztatására és ugyanakkor lehetővé teszi a társakkal - csoportban történő - együttműködést is, előkészít a valódi integrációra. Alapgondolata, hogy a központi idegrendszer a károsodások ellenére is rendelkezik tartalékokkal, új kapcsolatok kiépítésének lehetőségével, amelyek a tanulási-tanítási folyamat megfelelő vezérlésével mozgósítható. Napjainkra a PAF a konduktív nevelés egész világra kiterjedő szellemi, kutató, képző, metodikai és minőségbiztosítási központjává vált.

## Küldetés nyilatkozat
A Pető András Főiskola a konduktív pedagógia legrégebbi és legerősebb képviselője, eredeti forrása a konduktorképzés és a konduktív nevelés Magyarországon és nemzetközileg is elismert központja.
A gyakorlatcentrikus főiskolai képzésben, valamint a konduktív nevelési gyakorlatban érvényesül a holisztikus szemléletű személyiségfejlesztés, előtérbe kerül a képességfejlesztésen alapuló tanulás.
Nevelési filozófiájuk pozitív életszemléletet tükröz, fontosnak tartják az emberi kapcsolatokon alapuló kommunikációt. Az aktuális felsőoktatási és közoktatási koncepciót figyelembe véve biztosítják az Európai Unió oktatási rendszerébe való illeszkedést.
A változó igényeknek eleget téve mind magasabb színvonalú és egyre szélesebb körben végzett kutatások eredményeit felhasználva bővítik szolgáltatásaikat a képzés területén (kurzusok, továbbképzések, együttműködés más külföldi felsőoktatási intézményekkel) és a nevelési gyakorlatban egyaránt (szűrések, hálózat fejlesztés).

## Konduktor alapszak
A konduktori hivatást választó pedagógiai szakemberek olyan eltérő korú gyerekek nevelésével és fejlesztésével foglalkoznak, akik központi idegrendszeri sérülésük következtében mozgássérültekké váltak. A képzés a gyermekek életkori sajátosságainak figyelembevételével két szakirányon folyik: óvodapedagógusi és tanítói szakirányon. Ez az élethivatás az emberi élet egyik nagyon érzékeny területével kapcsolódik össze, ezért különösen fontos, hogy a jelentkezők rendelkezzenek néhány alapvető beállítottsággal. Alapvető és elengedhetetlen tulajdonság a sérült emberek, gyermekek iránti elfogadás, empátia, melynek alapja a másság elfogadása, a tolerancia. Sok esetben nehezíti meg a munkát, hogy nehéz a gyerekeket „megnyitni”: ehhez a szakembernek fejlett kommunikációs készségre, türelemre, nem utolsósorban felelősségérzetre és a „siker akarására” van szükségük. Az alapszaki képzés a „hozott” képességek mellett a jelentkező rendelkezésére bocsátja mindazt a tudást, mely a kisgyerekek és a 6–12 évesek fejlődési sajátosságairól átadható. A jelöltek megismerkednek a képességfejlesztés pszichológiai és pedagógiai alapjaival és az ehhez kapcsolódó eljárásokkal; a központi idegrendszeri sérültek fejlesztésének lehetőségeivel (természetesen ez korcsoportonként eltérő), a differenciált oktatás elveivel és az egészséges korcsoportba való visszahelyezés lehetőségeivel. Az alapszak elvégzése után a konduktorra váró munka igen összetett. Az eltérő korcsoportú sérült gyerekek számára problémacentrikus feladatsorokat állítanak össze, irányítják a feladatvégzést, majd értékelik és dokumentálják a fejlődést. Egyéni és csoportprogramokat készítenek a gyerekek fejlődési szakaszaihoz igazodva. Irányítják a tanulási folyamatokat, mindeközben a tanulási alapkészség fejlesztésén fáradoznak. Nagyon kényes feladat, de legalább olyan fontos a kapcsolattartás a sérült gyerekek családjával, mely sok esetben kríziskezeléssel kezdődik. A konduktor feladata felkészíteni a hozzátartozókat, hogyan építsék be mindennapi életükbe gyermekük fejlesztő programját. A család sérültekkel szembeni attitűdjének megváltoztatásában is segítő kezet nyújtanak. A végzett szakemberek számára elhelyezkedési lehetőséget az oktatási és szociális intézmények nyújtanak. A magyarországi képzést külföldön is messzemenően elismerik, és nagyon szívesen látják a magyar konduktorokat.
Az óvodapedagógus szakirányon végzett konduktorok óvodáskorú (tágabban értelmezve 2–8 éves korcsoport), mozgássérült gyerekek, gyerekcsoportok nevelésével, fejlesztésével és gondozásával foglalkoznak. Különféle képességfejlesztő eljárásokkal fejlesztik a gyerekek kommunikációs, kognitív és cselekvési képességeit.
A tanító szakirányon végzett konduktor szakemberek 1–4. osztályos mozgássérült gyerekek, gyerekcsoportok nevelésével, oktatásával foglalkoznak. Szakterületük az iskolai tanulási nehézségeket előidéző okok feltárása, kezelése. A mozgássérült iskolások, a speciális hallás-, beszéd- és írásproblémával küzdő gyerekek kezelésére fejlesztési programokat, alternatív kommunikációs technikákat dolgoznak ki.
Az intézetben felsőfokú szakképzésként lehet tanulni az ifjúságsegítő kétéves szakot.

## PAF Gyakorló Közoktatási Intézménye

### Korai Fejlesztő és Konduktív Gondozó Központ
Nemzetközi Pető Intézet Korai Fejlesztő Központja olyan csecsemők és kisgyermekek számára nyújt komplex fejlesztést, akik a központi idegrendszer károsodása következtében nem életkoruknak megfelelően fejlődnek. A konduktív nevelés annál eredményesebb, minél fiatalabb életkorban veszi kezdetét. Jelentős hátrányt szenvednek, akikkel későbbi életkorban kezdenek el foglalkozni. Az egyéves kor alatt megkezdett konduktív neveléssel megelőzhető:
- a gyermek passzivitása és mozgásszegénysége,
- kóros tartások, kontraktúrák kialakulása,
- kóros sztereotípiák megjelenése,
- viselkedési és adaptációs problémák,
- értelmi elmaradás,
- diszfunkciós személyiségjegyek kialakulása,
- beteg gyermekként való viselkedés,
- a család életvitelének, működésének zavara.

A Korai Fejlesztő Központban zajló komplex nevelés magában foglalja a mozgástevékenység és a kognitív funkciók fejlesztését és az önellátási szokások kialakítását. Külön hangsúlyt fektetnek a manipulációs- és játéktevékenység, a beszéd korai fejlesztésére, a testvázlat kialakítására, a gyermek ismereteinek bővítésére, valamint a vezető diszfunkció kóros kifejlődését megelőző feladatok beállítására. A Korai Fejlesztő Központ céljai közé tartozik a családi nevelés segítése, a gyermek óvodai, illetve iskolai életre való felkészítése.
Korai Fejlesztő Központ olyan prevenciós technikákat alkalmaz, melyekkel elkerülhető a további fogyatékosságok kialakulása. A szakemberek minden gyermek számára kidolgozzák a fejlődését legjobban szolgáló egyéni vagy csoportos foglalkozást. A csoportos és egyéni foglalkozásokon a konduktor segítségével maga a szülő közvetíti gyermekének a feladatokat. Ez nemcsak a korosztály pszichológiai sajátosságai miatt helyes, hanem azért is, mert az együttműködés során a család megérti, hogy nem a tornagyakorlatok elvégzése a cél, hanem a tanultak alkalmazása, felhasználása az életben adódó helyzetekben. A konduktív pedagógia szerint nem a gyermek körüli környezetet kell átalakítani, hanem a gyermeket kell környezetéhez felemelni.
A Korai Fejlesztő Központ területei:
- a.) Korai fejlesztő csoportok és egyéni foglalkozások (Gyermekambulancia)
- b.) Szülők iskolája
- c.) Mamás bentlakó csoportok

#### Korai fejlesztő csoportok és egyéni foglalkozások (Gyermekambulancia)
A Gyermekambulancián a jelentkezéstől kezdődően, hároméves korig folyik a mozgássérült csecsemők és kisgyermekek konduktív nevelése. Hat-hét hónapos korig egyéni tanácsadás, hat hónapos kortól csoportos foglalkoztatás formájában, a szülőkkel együtt történik. Kétéves kortól félnapos óvoda-előkészítőben vehetnek részt az arra érett gyerekek. Ezen foglalkoztatási formát elsősorban budapesti és Budapest vonzáskörzetében lakó családok számára nyújtja a Gyermekambulancia.
A Gyermekambulancia a Tanácsadás és a konduktív szűrés területéről fogadja a gyermekeket. Konduktív szűrés jelenleg a Schöpf-Merei Ágoston Koraszülött Kórház Gyermekambulanciáján, a Péterfy Sándor utcai kórházban, az I. sz. Női Klinikán és a Margit Kórházban folyik. A szűrés célja a korai gondozásba vétel és a megelőzés.

#### Szülők iskolája
A Szülők Iskolájában azoknak a vidéken élő, 0-6 éves korú idegrendszeri mozgássérült gyermekeknek konduktív nevelésére nyílik mód, akik számára az egyéni fejlesztés a legmegfelelőbb forma. Speciális vonása, hogy a nevelési program havi rendszerességgel zajlik, gyakorlatilag konzultációs módszerrel. A gyermekek komplex fejlesztése egyéni és kiscsoportos formában, a szülők tanításán keresztül valósul meg. A gyermek a szülővel együtt jár a foglalkozásokra, aki otthon a konduktor által javasolt napirenden belül a foglalkozásokon megbeszéltek szellemében neveli gyermekét. Célja az aktív otthoni napirend kialakítása és a konduktív csoportban zajló munkára, vagy normál óvodai életre való felkészítés.
8 hónapos kortól hatéves korig, vidéken élő mozgássérült gyermekek számára szervezett konduktív bentlakó csoport, egy-egy hónapos időtartamra. Az otthon már elkezdett napirendi munkát a konduktorok közvetlen irányítása mellett végzik a szülők és gyermekek. A gyermekeket a Gyermekambulancia, a Szülők Iskolája, a szakszolgálat egyéb területei és a konduktív hálózat irányítja a Mamás csoportba. Célja: intenzív konduktív fejlesztés a szülők tanításán keresztül, valamint az óvodára való felkészítés.
Korai Gondozó Központ területei:
- az utógondozás tanácsadása
- az utógondozás foglalkozásai

#### Utógondozás
Az utógondozó fő feladata egyrészt figyelemmel kísérni az elbocsátott gyermekek (felnőttek) beilleszkedését a családba, óvodába, iskolába, másrészt a családtagok és pedagógusok munkájának segítése. Az elbocsátott gyermekek fejlődésének menetét az Intézet folyamatosan, egészen felnőtt korukig követi, közreműködve az iskola megválasztásában, valamint a későbbi pályaválasztásban. Az elért eredmény megtartása érdekében, illetve a fejlődés elakadása esetén mindig van mód a további konduktív nevelésre.
Az elbocsátást minden gyermek esetén egyedileg meghatározott terv szerint végzik. Rendszeresen szerveznek óvoda- és iskolalátogatásokat, és tájékozódnak az oktatási intézmények fogadókészségéről. Bemutatják a gyermeket leendő pedagógusainak, tájékoztatást adva az esetlegesen felmerülő problémákról. Folyamatosan kapcsolatot tartanak a vidéki hálózatban dolgozó konduktorokkal, a társintézmények szakembereivel, és velük együttműködve segítik neveltjeik fejlődését.
A gyermek mozgásállapota indokolhatja egy utógondozó konduktív csoportba történő felvételét. Itt ugyanolyan elvi szempontok érvényesülnek, mint bármely konduktív csoport esetében. A különbség csak annyi, hogy a gyermekek otthonukban, illetve életkoruknak megfelelő közösségekben élnek, és csak hetente vagy kéthetente vesznek részt intézeti foglalkozásokon. Az elbocsátott gyerekeknél előfordulhat állapotromlás, melynek számos oka lehet. A mozgássérült gyermek tünetei újra megjelenhetnek például a megfelelő gondozás hiánya következtében, illetve szomatikus betegség vagy műtét, esetleg pszichés okok miatt. Ezekben az esetekben gondoskodnak a gyermek bentlakó csoportba való visszavételéről.
Az Utógondozó Állomás minden évben pedagógiai véleményt kér az oktatási intézményektől, ezúton is tájékozódnak a gyermekek fejlődésének üteméről.

### Óvoda Intézményegység
A Pető András Főiskolának (továbbiakban PAF) Gyakorló Óvodájában a 3-6/7 év közötti központi idegrendszeri sérült (CP-s), speciális nevelési igényű, valamint az integrációs csoportban ép és sérült gyermekek együtt nevelését biztosítják. Az óvoda szerves része a közoktatási rendszernek.
A gyermekek felvételére a Mozgásvizsgáló Országos Szakértői és Rehabilitációs Bizottság és Gyógypedagógiai Szolgáltató Központ szakértői véleménye alapján kerülhet sor. Növendékeik a PAF Korai Fejlesztő és Gondozó Központjából, az országos konduktív hálózatból, ill. külföldről érkeznek.
Jelenleg 8 bejáró napközis ill. bentlakó csoportban biztosítják a konduktív nevelést. A bejáró csoportokban a Budapesten és körzetében lakó, míg a bentlakó csoportokban a vidéki gyermekeket foglalkoztatják. A csoportok átlag létszáma 14-16 fő között változik.
Az óvodás csoportok komplex programja biztosítja a mozgássérült gyermekek, ill. integrációs csoportban a velük együtt konduktív óvodai nevelésben részesülő nem CP-s gyermekek személyiségének sokoldalú fejlesztését. A pedagógiai program napirendben történő megvalósításával lehetővé válik a kívánt magatartásformák és szükségletek kialakítása, az ismeretelsajátítás, a készség- és képességfejlesztés. A konduktív program a személyiséget egységes egészként értelmezi, a fejlesztés során nem tagolja funkciókra hanem a nevelés segítségével fejleszti azokat. Mivel az egyes funkciók dezintegrációja okozza a működés hibáját, s nem az egyes funkciók hiánya, ennek megfelelően nem az egyes funkciók gyakoroltatásával kívánja elérni az eredményre vezető működést, hanem az összefüggések tanításával, célirányos tevékenységek végeztetésével-, – kihasználva a funkciók kölcsönhatását - melynek során a cél elérésének módjára a gyermek aktív tanulását felhasználva vezeti rá a mozgássérült óvodást.
A programban egymástól el nem választhatóan van jelen a koordinált mozgás-, az aktív magatartás szükségletének létrehozására irányuló mozgásnevelés, az önálló életmód tanítása, az értelmi nevelés és fejlesztés, a beszédfejlesztés, az érzelmi-, akarati tulajdonságok formálása és az óvodai nevelés. Ez ideális az integrációs óvodai nevelésben részesülő nem CP-s gyermekek számára is.

### Gyakorló Általános Iskola és Kollégium

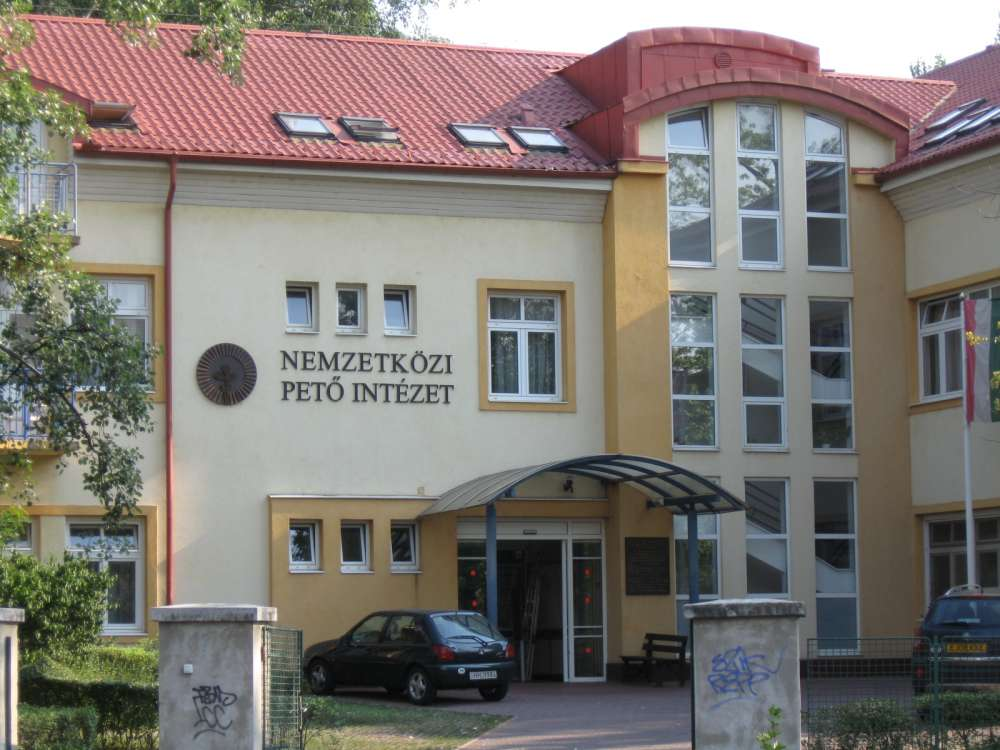
Nemzetközi Pető Intézet, Általános Iskola és Kollégium,
Budapest, XI. ker., Villányi út 67.

Az általános iskola szervesen illeszkedik a magyar közoktatás rendszerébe: követelményrendszere megegyezik az országosan elfogadott általános iskolai tantervvel, a Nemzeti Alaptantervvel. Az iskola a tanköteles korú ép intellektusú, de központi idegrendszeri sérült gyermekek 1 - 8. osztályig terjedő, illetve a tanulásban akadályozott mozgássérült gyermekek 1 - 4. osztályig terjedő iskolarendszerű oktatását látja el.
Azok a gyermekek, akiknek mozgásfejlődése optimális szintre jutott, nyilvános tanulóként integrálhatóak a korosztályuknak megfelelő általános iskolába. Beiskolázását tekintve országos hatáskörrel rendelkező intézmény.
Napi bejáró és hetes bentlakó rendszerű képzés választható.
Az iskola legfontosabb feladata a nemzeti alaptantervben előírt általános iskolai ismeretanyag átadásán túl a tanulók pedagógiai célú habilitációs és rehabilitációs ellátása.
A felvétel történhet:
A Konduktív Óvodától a tanköteles életkor elérésekor szakértői vélemény alapján, melyet a Mozgásvizsgáló Országos Szakértői és Rehabilitációs Bizottság állít ki, a pedagógiai szakszolgálat területéről, illetve a konduktív hálózatból, ugyancsak az említett bizottság szakértői javaslata alapján.
Az oktatási rendszer egyik sajátossága az "alapozó 1. osztály", melyben főként készség- és képességfejlesztés történik, mert a cerebrálisan károsodott gyermekeknél sok esetben különböző mértékben megjelennek a percepciós zavarok, apraxiák, agnóziák, melyek kiküszöbölésére állandóan tekintettel kell lenni. A gyermekek tanköteles korúak, azonban a logikai gondolkodás, a finommotorika fejletlensége, az érzékelési-észlelési problémák, tapasztalati hiányok megnehezítenék számukra az általános iskola követelményeinek teljesítését. E gyermekek konduktor által tervezett, éves munkarendbe illeszkedő, játékosan és sokoldalú szemléltetéssel kidolgozott foglalkozások révén pótolhatják a hiányosságokat.
Az iskolai képzés napirendje a délelőtti és a délutáni órákra is kiterjed.
A tanítási osztályokban napirend szerint, tervezetten történik a tanítás-oktatás folyamata, amelybe mintegy beágyazódik a mozgásfejlesztés. Dr. Pető András így fogalmazott: "a legjobb terápia sem segít, ha nincs beépítve az élet minden részletébe és a ráhatás nem egységes".
A konduktív nevelési rendszerben az anyag elsajátítása nemcsak célja, de egyben eszköze is a komplex fejlesztésnek. A nevelési rendszer alaptétele, hogy az eredményes mozgásfejlesztés elválaszthatatlan az értelmi fejlesztéstől. A fő tantárgyak: magyar, matematika és környezetismeret mellett fontos szerepet kapnak az úgynevezett készségtárgyak: rajz, technika és ének-zene. Ezeken minden gyermek mozgásállapotának megfelelően lebontott egyéni feladatok megoldásával vesz részt.
A tanulók - sérülésükből eredően - nemcsak mozgásukban korlátozottak, hanem igen gyakran súlyos kommunikációs zavarral is küszködnek. Ezért kapnak kiemelkedő hangsúlyt a sérültek oktatásában a különféle beszédfejlesztési módszerek pl. az augmentatív kommunikáció vagy a logopédiai fejlesztés.
Különös jelentőségű a számítógéphasználat tanítása, illetve - professzionális szinten és / vagy az íráskommunikáció segítésének szintjén - eszközként való alkalmazása.
A neveltek zökkenőmentes társadalmi integrációjának megvalósulása érdekében folyamatosan szükséges végezni a pedagógiai programban szereplő ún. életvitel programot. Az önkiszolgálási teendők elsajátítása alapvető fontosságú, így a program tartalmazza a társadalmi szokások kialakítását is. Ennek keretében a tanulók életszerű tevékenységeket végeznek.
Életvitel, háztartási ismeretek, kézműves, főző, varró, sport szakköröket ugyancsak fenti célból lényeges működtetni.
A közösségi és erkölcsi nevelés keretében szükséges az osztálykirándulások, iskolalátogatások, más iskolák vendégül látásának szervezése, (mely utóbbi az integráció egyik kiemelkedően fontos része).
A szabadidős tevékenységekre - kollégium lévén - nagy hangsúlyt fektetnek, így rendezvényeket, színház-, múzeum-, mozilátogatásokat szerveznek.
A tanultak alkalmazása a mindennapi életben a konduktív pedagógia egyik alapelve. Ezek megvalósulásának alapfeltétele a szülő-pedagógus kapcsolat fenntartása. Ezért szükséges gyakran szervezni nyílt napokat, az ún. Szülői fórumokat, melyeken rendszeres konzultáció történhet.
Céljuk a központi idegrendszeri sérült, tanköteles gyermek értelmi, mozgás-, és önkiszolgálási tevékenységének, vagyis a komplex személyiségfejlesztés megvalósítása, melynek eredményeként sikeresen integrálódhat az "egészségesek" társadalmába.
Az elbocsátás: a tanulmányok befejezése után, illetve a megfelelő mozgásfejlettségi szint elérésekor történhet meg. Az elbocsátott gyermek, fiatal további, folyamatos, konduktív módszerekkel történő fejlesztését a Konduktív Gondozó Központ Utógondozási Egységén végzik.

### Felnőtt Nevelési Egység
Pető András professzor a gyermekek fejlesztése mellett nagy súlyt fektetett a felnőtt díszfunkciósok rehabilitációjára is. A felnőttkori rehabilitációval a modern neuropszichológia is sokat foglalkozik. Idegélettani alapja az a felismerés, miszerint az agy plaszticitása a gyermek- és ifjúkor elmúlásával is megmarad. Még súlyos sérülés esetén is, lehetőség van új kapcsolatrendszer kiépítésére, és aktivitás révén bizonyos fokú önregenerálódásra.
A konduktív pedagógia egyik legfontosabb célkitűzése - függetlenül az életkortól - az, hogy tanulni tanítson, azaz a tanulási képességeket fejlessze.
A csoportos komplex program magában foglalja az egyén és a csoportra szabott különféle mozgásos és kognitív feladatokat, azok gyakorlását, az újonnan (újra) tanultak alkalmazását különböző szituációkban. A napirend keretein belül speciális kiscsoportos fejlesztést is biztosítanak az arra rászorulóknak.
Törekszenek arra, hogy a hozzájuk forduló mozgássérültek visszanyerjék elvesztett képességeiket, lehetőségük nyíljon a munkába való visszatérésre és aktív, tartalmas, minél önállóbb életre.
Ennek a programnak a keretében bejáró rendszerben történik a felnőtt, 18. életévüket betöltött, központi idegrendszeri sérülésből származóan mozgássérültek konduktív nevelése, fejlesztése. A foglalkozási csoportokat hasonló diszfunkciósok köréből alakítják ki. A heti 2-3 alkalommal, kétórás időtartamban valósulnak meg a komplex csoportos foglalkozások. Egy-egy csoport 12-14 fős létszámmal dolgozik. (a speciális kiscsoport létszáma 4-6 fő.)
A felvétel magyar állampolgárok esetében két hónap próbaidőre szól. Ez az idő szükség szerint meghosszabbítható. A felvétel férőhely függvényében tanév közben is lehetséges. Külföldiek esetében a felvétel 2-4 heti intenzív konduktív foglalkozásra történik. A Felnőtt Nevelési Egységben a konduktív nevelés egyebek között a következő tünetspecifikus csoportokban történik: hemiplégia, Parkinson-kór, sclerosis multiplex, paraplépia, CP, aphasia.
A foglalkozásokon való részvételt megelőzi az első tanácsadás.
Foglalkoztatási formák:
- csoportos: heti 2-3 alkalommal,
- kiscsoportos: heti 2-3 alkalommal,
- egyéni: heti 1-2 alkalommal.

Három-, négyhetes intenzív foglalkozás vidékiek és külföldiek számára.
Minden magyar felnőtt, előzetes bejelentkezés nélkül, kedden és csütörtökön jelentkezhet a főépület földszintjén lévő tanácsadáson.
Külföldi mozgássérültek jelentkezése írásban történik. A felvételt kérő levélhez mellékelni kell a sérülésére vonatkozó dokumentumok másolatát, a fizikai, szellemi terhelhetőségre vonatkozó friss orvosi véleményt, javaslatot.

### Külföldi Konduktív Pedagógiai Egység
A Gyakorló Közoktatási Intézményhez tartozó, speciális (idegen nyelvű) szakszolgálatai feladatot ellátó intézményegység.
- különböző nemzetiségű speciális nevelési igényű, CP-s (= központi idegrendszeri sérült) csecsemők, gyermekek, serdülők és fiatal felnőttek intervallum (rövid, évente többször ismétlődő) konduktív nevelése
- a magyar konduktor-tanítók és esetenként külföldi hallgatók gyakorlati képzése

#### Intervallum konduktív nevelés
Az intervallum konduktív nevelés (=IKN) definíciója: (Pásztorné Tass Ildikó)
„Szakaszolt, néhány hetes intenzív konduktív nevelés, mely során a neveltek aktív tanulási folyamat eredményeként képessé válnak a tanultak önállóbb- állapotuknak megfelelő szintű – alkalmazására. Két aktív tanulási szakasz közt – az aktív szakaszban a neveltek Budapesten, az egység valamelyik foglalkoztatási formájában töltenek el néhány hetet – a neveltek konduktori irányítás nélkül alkalmazzák a tanultakat otthoni környezetben.”
Az angol szakirodalom a periodicus, temporary vagy interval kifejezést használja erre.

##### Az intervallum konduktív nevelés jellemzői
- Rövid, 2-8 hetes konduktív foglalkoztatási periódusok
- A két foglalkoztatás közti időben a nevelt otthonában nevelkedik és az ott megkezdett foglalkoztatást, terápiát folytatja
- A budapesti foglalkozás megkezdésekor a szülőkkel egyeztetik az elérendő reális célkitűzéseket
- A család-gyerek-konduktor a fejlesztési időszakban nagyon szoros munkakapcsolatot építenek ki
- A fejlesztés során a szülők tanítása és folyamatos tájékoztatására nagy gondot fordítanak
- Intenzív fejlesztőmunka
- Ennek a foglalkoztatásnak nagy előnye, hogy a gyermekeket csak rövid időre emeli ki otthoni környezetéből, ezáltal az egészséges személyiség kialakulásának optimálisak a feltételei

##### Az intervallum konduktív nevelés alkalmazási lehetőségei
- Minden korosztály eredményesen foglalkoztatható ebben a formában,
- a konkrétan meghatározott időintervallum növeli a teljesítményt,
- a konkrétan megfogalmazott céloknak köszönhetően jól ellenőrizhető, hogy ezeket a célokat elérték-e

##### Felvétel
A csoportjainkban foglalkoztatott neveltek nem állnak tanulói jogviszonyban az intézményegységgel.
Az intézményegység csoportjaiba minden olyan speciális nevelési igényű külföldi bekerülhet:
- aki az intézet konduktora által végzett első tanácsadáson részt vett és a konduktív nevelés kritériumrendszere alapján jól fejleszthető ezzel a módszerrel
- akinek diagnózisa: diplégia spasztika, tetraparésis spasztika, athetózis, cerebelláris ataxia,
- aki vállalni tudja a foglalkoztatás feltételeit (csoportok kialakítása, foglalkoztatás időtartama, 2 hetes próbaidő elfogadása, napi működési rend elfogadása, térítési díjszabás tudomásulvétele)
- felvételre csak előzetes bejelentkezést és időpont egyeztetést követően van lehetőség
- a foglalkoztatási periódus kérésre meghosszabbítható, amennyiben a csoport szakmai vezetője a nevelt fejlődése szempontjából ezt szükségesnek tartja
- életkori kritériumok: min. 1-1,5 éves; max. életkor fiatal felnőttkor

##### Elbocsátás
- neveltjeik a foglalkoztatási periódus végén otthonukba távoznak
- az elbocsátáskor írásos dokumentumot készítenek a gyermek fejlődésmenetéről, melyet a szülő kérésére angolul vagy németül kap meg
- rendkívüli esetben, szakmai okok miatt megszüntethető a nevelt foglalkoztatása a 2 hetes próbaidő tapasztalatai alapján, ezt a szülővel egyéni megbeszélés formájában a csoport vezetője közli
- rendkívüli esetnek számít: pl. ha a nevelt folyamatosan sír és tiltakozik a foglalkozások alatt, s emiatt nem vonható be az oktató-nevelő munkába; ha a foglalkozások alatt rendszeresen jelentkeznek súlyos epilepsziás rohamok;

## Elismerések
- 2013 - Magyar Örökség díj
- 2013 - Prima-díj

## Az intézet ismert neveltjei
- Ecsedy Ildikó
- Nagy Ráhel (para evező)